# La vita segreta delle donne (quinta edizione)
La quinta edizione della serie televisiva La vita segreta delle donne è stata trasmessa dall'emittente televisiva statunitense We TV nel 2009.
| nº | Titolo originale     | Titolo italiano   | Prima TV USA | Prima TV Italia |
| -- | -------------------- | ----------------- | ------------ | --------------- |
| 1  | Mothers of Murderers | 18 agosto 2009    | -            | -               |
| 2  | Extreme Diets        | 25 agosto 2009    | -            | -               |
| 3  | Cults                | 1° settembre 2009 | -            | -               |
| 4  | Nasty Divorces       | 8 settembre 2009  | -            | -               |
| 5  | Women of Erotica     | 15 settembre 2009 | -            | -               |
| 6  | Mini Women           | 22 settembre 2009 | -            | -               |
| 7  | Groupies             | 29 settembre 2009 | -            | -               |
| 8  | Extreme Weight Loss  | 6 ottobre 2009    | -            | -               |
| 9  | Hostages             | 13 ottobre 2009   | -            | -               |
| 10 | Mail Order Brides    | 20 ottobre 2009   | -            | -               |
| 11 | Loved and Controlled | 27 ottobre 2009   | -            | -               |
| 12 | Shopping Addicts     | 3 novembre 2009   | -            | -               |
| 13 | Loved & Controlled   | 10 novembre 2009  | -            | -               |